# Drosophila pallidosa
Drosophila pallidosa är en tvåvingeart som beskrevs av Bock och Wheeler 1972. Drosophila pallidosa ingår i släktet Drosophila och familjen daggflugor.
Artens utbredningsområde är Borneo, Fiji och Samoa.